# Um Rebanho em Sintra
Um Rebanho em Sintra é um óleo sobre tela da autoria do pintor português Alfredo Keil. Pintado em 1898 e mede 24,8 cm de altura e 36,8 cm de largura.
A pintura pertence ao Museu do Chiado de Lisboa.